# Paran

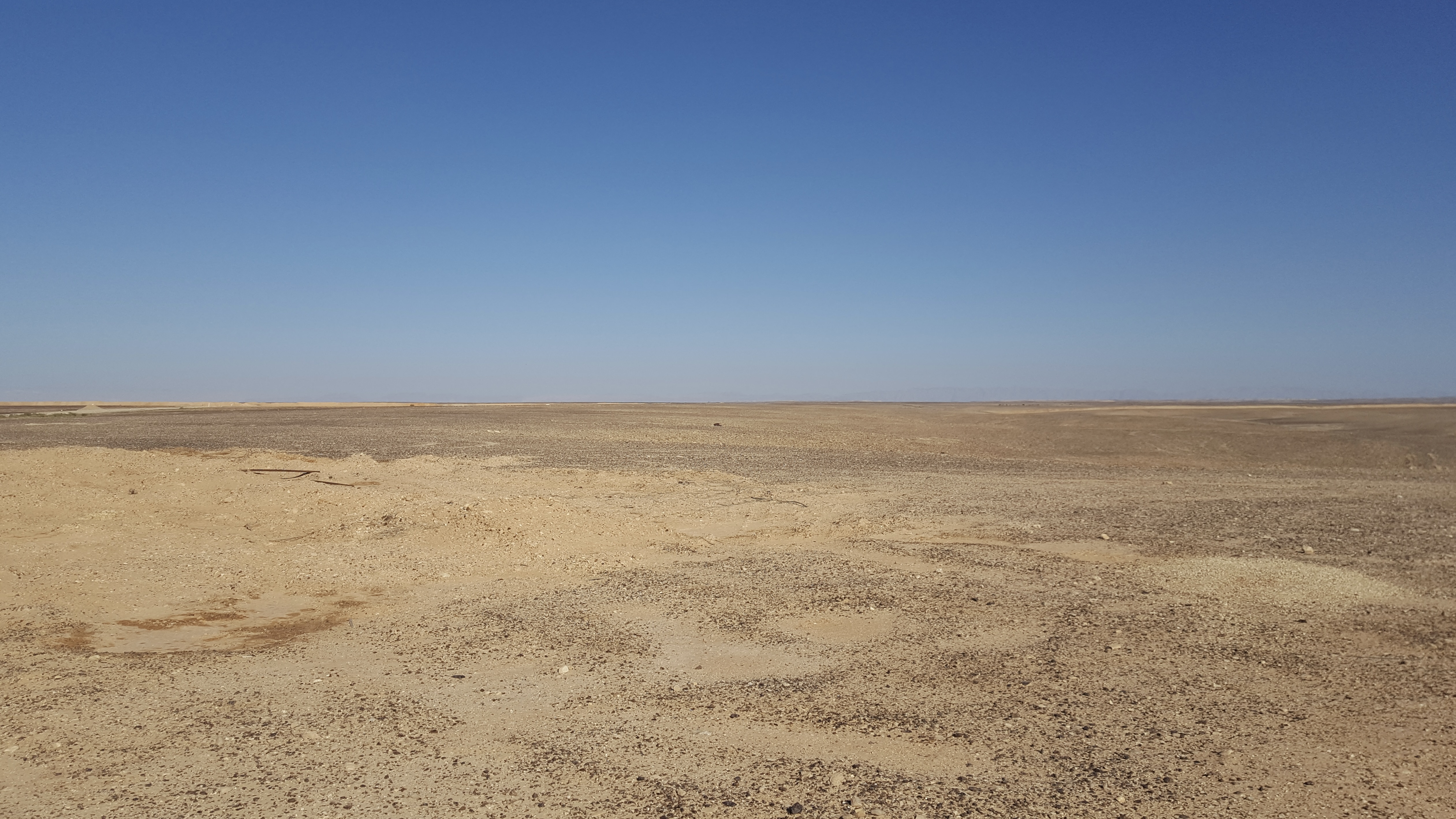
Paran

Paran ist der Name einer Wüste südlich von Beʾer Scheva im Land Kanaan (heute Israel). Sie lag in Richtung des heutigen Negev und war nach der Bibel (Gen 21,8-21) der Zufluchtsort von Hagar und Ismael.
Nach dieser Darstellung war Hagar Ägypterin und die Magd Saras, der Hauptfrau Abrahams und Erzmutter des Volkes Israel. Abraham zeugte ihren Sohn Ismael noch vor dessen Halbbruder Isaak, dem Sohn Sarahs. Demnach hätte Ismael als Erstgeborener das Erbrecht gehabt. Doch Hagar und Ismael wurden auf Wunsch Sarahs, die den Konkurrenten ihres Sohnes loswerden wollte, in diese Wüste vertrieben. Als Hagar Ismael nicht mehr vor dem Verdursten schützen konnte, gab sie ihn und sich auf. Doch dabei erfuhr sie Gottes wunderbare Rettung und fand unerwartet doch noch einen Wasserbrunnen. Dabei erhielt sie wie zuvor Abraham selbst die Verheißung zahlreicher Nachkommen. Ismael soll dann ein guter Bogenschütze geworden sein, der in der Wüste Paran wohnen blieb und eine Ägypterin heiratete.
Diese biblische Geschichte spielt für den Nahostkonflikt zwischen Israelis und Palästinensern eine wichtige Rolle, da Araber sich auf Ismael, Juden auf Isaak zurückführen. Abraham gilt beiden als ihr gemeinsamer Stammvater.
Nach dem biblischen Ort wurde der 1971 ungefähr an der historischen Stelle gegründete Moshav Paran benannt.